# Осон (кантон)
Осон (фр. Auxonne) — кантон во Франции, находится в регионе Бургундия. Департамент кантона — Кот-д’Ор. Входит в состав округа Дижон. Население кантона на 2006 год составляло 14 164 человека.
Код INSEE кантона — 2103. Всего в кантон Осон входят 16 коммун, из них главной коммуной является Осон.

## Коммуны кантона
- Ате — население 737 чел.
- Осон — население 7719 чел.
- Бийе — население 203 чел.
- Шандотр — население 535 чел.
- Флаже-лез-Осон — население 174 чел.
- Фламран — население 392 чел.
- Лабержман-лез-Осон — население 346 чел.
- Ле-Майи — население 813 чел.
- Маньи-Монтарло — население 198 чел.
- Понсе-лез-Ате — население 498 чел.
- Пон — население 92 чел.
- Суаран — население 446 чел.
- Тийне — население 605 чел.
- Треклён — население 278 чел.
- Вилле-ле-По — население 999 чел.
- Вилле-Ротен — население 129 чел.